# Hesperocharis leucania
Hesperocharis leucania is een vlindersoort uit de familie van de Pieridae (witjes), onderfamilie Pierinae.
Hesperocharis leucania werd in 1836 beschreven door Boisduval.